# Terapia larval

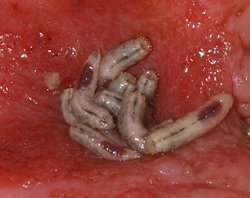
Larvas de Phaenicia sericata sobre una herida.

La terapia larval, también conocida como terapia de larvas, terapia de gusanos, terapia de desbridamiento por larvas o biocirugía es una terapia en la que se utilizan larvas estériles criadas en laboratorios especiales de la mosca Lucilia sericata (antes Phaenicia sericata) para limpiar tejidos necrosados (muertos) de heridas provocando una miasis controlada. El uso médico es posible por la peculiaridad de que las larvas de este insecto se alimentan tan solo del tejido muerto, evitando el tejido intacto, estimulando además la cicatrización.
Las larvas tienen una digestión extracorporal. Puede aplicarse directamente sobre la herida, o confinadas en una bolsa de espuma polivinílica o gasa. Los jugos digestivos y otras sustancias se distribuyen sobre la herida y el tejido necrótico licuefacto retorna a través de la gasa. Esta variante de la terapia es más aceptada por los pacientes y personal sanitario.

## Historia

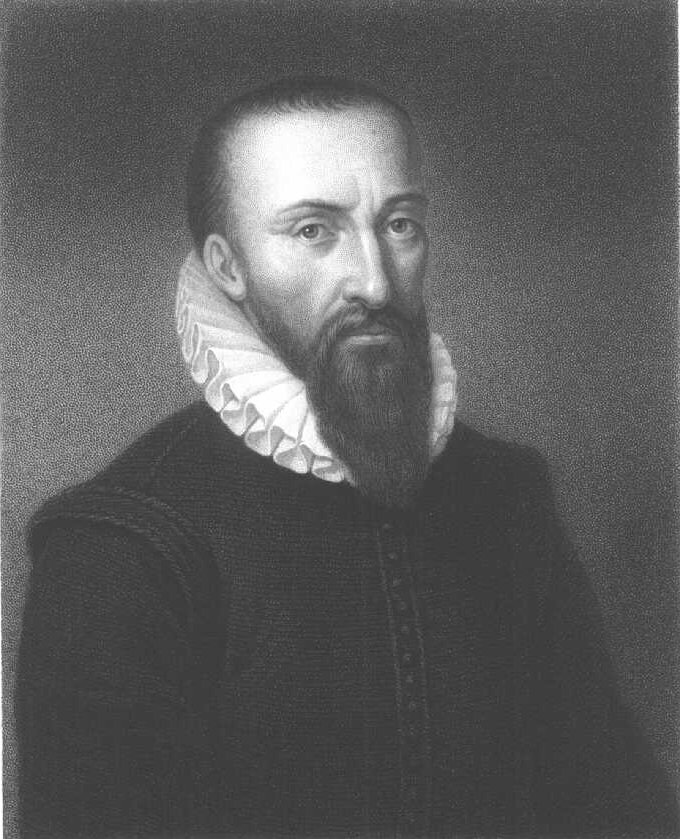
Ambroise Paré, padre de la cirugía moderna, describió cómo las heridas de soldados infestados de larvas sanaban con mayor rapidez.

La utilización de larvas para la curación de heridas es conocida desde la antigüedad y también en los grupos étnicos actuales.
Los cirujanos que acompañaban a los ejércitos de las guerras europeas de los siglos XVI y XVII documentaron el efecto de las larvas en las heridas de los soldados caídos, siendo el más destacado el francés Ambroise Paré (1510-1590), quien dio cuenta de este efecto en la batalla de San Quintín (1557), aunque pensando que se trataba de «gusanos» y no larvas de mosca, y sin atribuirle en ningún momento las propiedades terapéuticas.
Por ejemplo, los mayas en el siglo XVI empleaban paños que previamente se habían humedecido en sangre de animales y posteriormente puestos a secar al sol para que se poblaran de larvas.
Como ejemplo, la tribu extinta de los ngemba o wongaibon de aborígenes australianos utilizaron este remedio durante milenios.
En el caso de la guerra de la Independencia española, el médico John Gideon Millingen, que presenció la batalla de Talavera (1809) afirmaba que las larvas no eran peligrosas:

Durante la retirada de nuestras tropas en la batalla de Talavera (1809), encontré las heridas de nuestros hombres que no habían sido vestidos en tres o cuatro días llenas de larvas. Este no era el caso de los soldados españoles, que para evitar esta molestia (que da pánico más que suponer un peligro) habían impregnado sus ropas con aceite de oliva. Invariablemente recurrí a la misma práctica cuando después tenía que lavar la herida con agua caliente
J. G. Millingen (1839): Curiosities of medical experience

En 1829, el cirujano de Napoleón Bonaparte, el barón Dominique Larrey describió cómo durante la campaña francesa en Siria, las larvas de ciertas especies de mosca destruían únicamente el tejido muerto y propiciaban un efecto positivo en el sanado de las heridas.

### Guerra civil de Estados Unidos (1861-1865)
En la guerra civil estadounidense se encuentran relatos sobre el uso de la terapia por ambos contendientes:
William W. Keen, un cirujano del bando federado, anotó que a pesar de su apariencia aparatosa, las moscas no eran perjudiciales para el proceso de recuperación de las heridas, aunque por parte de los ejércitos de la unión no se prestó atención a esta posibilidad terapéutica. Sin embargo, Joseph Jones, oficial médico del bando confederado, escribió:

Observé frecuentemente heridas descuidadas... llenas de gusanos... mi experiencia indica que esos gusanos solo destruyen el tejido muerto, y no dañan las partes específicamente sanas.

La primera utilización terapéutica documentada de larvas es adjudicada a un segundo oficial médico, también confederado, J. F. Zacharias, quien reportó que:

los gusanos... en un solo día podían limpiar una herida mucho mejor que cualquier otro agente que hayamos utilizado... Estoy seguro de que salvé muchas vidas con su utilización.

Debido a que los hospitales sureños eran menos higiénicos, los soldados estaban más expuestos a las moscas y sanaban antes, teniendo además una mayor tasa de supervivencia.

### Primera Guerra Mundial (1914-1918)
Durante la Primera Guerra Mundial (1914-1918), el Dr. William S. Baer, cirujano ortopédico, observó para su sorpresa que en las heridas en las que se encontraban larvas no se había formado pus. Antes bien, incluso aparecía neoformación de tejido. Se fijó especialmente en el caso de un soldado encontrado herido tras varios días con fracturas de fémur y heridas de considerable tamaño en la musculatura abdominal y en el escroto. Cuando el soldado llegó al hospital, no tenía ninguna muestra de fiebre a pesar de la naturaleza severa de sus lesiones. Cuando se le desvistió, se observaron «millares y millares de gusanos que ocupaban toda el área de la herida». Cuando las larvas fueron retiradas «no había prácticamente hueso expuesto a la vista y la estructura interna del hueso herido se encontraba tan bien como las piezas circundantes que fueron cubiertas enteramente con una capa del tejido rosado y fino, más hermoso de lo que uno podría imaginar». Este caso ocurrió en un momento en que el índice de mortalidad para las fracturas compuestas del fémur era cerca de 75-80 %.
Tras la guerra, en la Universidad de Johns Hopkins, en 1929, el Dr. Baer introdujo larvas en 21 pacientes con osteomielitis crónica (inflamación de la médula ósea) insuperable. Observó un rápido desbridamiento, reducciones en el número de organismos patógenos, niveles reducidos del olor, alcalización del lecho de la herida e índices ideales para la sanación. Las 21 lesiones abiertas de sus pacientes fueron curadas totalmente y fueron dados de alta del hospital después de 2 meses de la terapia larval. Muy pocos pacientes desarrollaron complicaciones serias, como gangrena gaseosa o tétanos. Baer insistió por ello en la esterilización de las larvas.
Tras la muerte de Baer en 1931, el éxito de la aplicación de su terapia fue tal que más de 300 hospitales en Estados Unidos la aplicaron con regularidad, y aparecieron más de 100 publicaciones en el periodo comprendido entre 1930-1940. La literatura médica de este tiempo contiene muchas referencias al uso acertado de gusanos en heridas crónicas o infectadas incluyendo osteomielitis, abscesos, quemaduras y mastoiditis subaguda.
Posteriormente muchos otros países adoptaron esta solución.
La compañía farmacéutica Lederle produjo un gran comercio con los «gusanos quirúrgicos», las larvas de Phaenicia sericata, un insecto necrófago facultativo que consume solamente el tejido fino necrótico. El uso extensivo de la terapia de gusanos tras la Segunda Guerra Mundial fue desechado tras el descubrimiento y la utilización creciente de la penicilina.

### Segunda Guerra Mundial (1939-1945)
En la Segunda Guerra Mundial (1939-1945), los médicos destacados en Birmania observaron cómo los nativos hacían un uso tradicional de las larvas sobre las heridas, cubriéndolas con barro y hierbas húmedas.

### Resurgimiento de la terapia
En las décadas de los años 1970 y 1980 el tratamiento se empleaba como último recurso en los casos de infección más refractarios.
En los años 1990 se produce un resurgir de la terapia. Debido a la aparición de bacterias resistentes a los antibióticos, una serie de publicaciones abordan la revisión de la terapia larval, en lo concerniente a la comparación con la eficacia de otros métodos y en la necesidad de esperar hasta que fallen otras intervenciones cuando el factor tiempo es importante en los cuidados de las heridas.
Ronald Sherman, un médico actualmente en la Universidad de California, en Irvine, realizó una serie de estudios que promovieron la reintroducción con éxito de la terapia larval en el arsenal terapéutico de la asistencia médica moderna como terapia segura y eficaz.
En 1989 comenzó a criar las moscas que previamente mantenía en su laboratorio en el centro médico de veteranos de Long Beach (California) para utilizar las larvas en el tratamiento de heridas.
El éxito de este ensayo clínico en pacientes en los que habían fracasado dos o más tratamientos convencionales atrajo la atención internacional y la aceptación de este tratamiento. La especie terapéutica utilizada, tras valorar otras, fue Phaenicia sericata, la más empleada hasta el momento.
En 1996 se creó la Sociedad Bioterapéutica Internacional, una asociación profesional que se ocupa del estudio y la promoción de tratamientos con organismos vivos, y en especial de la terapia larval.
En 2002, la terapia ya estaba siendo empleada en más de 2000 centros de salud.
En 2003 la FDA determinó que la regulación de su uso se debía ajustar a la de un tratamiento médico. Actualmente, el número de centros que aplican esta terapia probablemente excede los 10 000.

## Fundamentos terapéuticos
El efecto terapéutico de la terapia larval sobre heridas con infecciones agudas o crónicas se debe a la acción sinérgica de múltiples substancias con tres modos de acción: desbridamiento, desinfección y estimulación de la cicatrización.

### Desbridamiento
El desbridamiento es una intervención que consiste en eliminar el tejido necrótico de una herida, puesto que se piensa que este interfiere con su proceso de recuperación. Sin embargo, este último extremo no está demostrado.
Las larvas realizan esta tarea sobre las lesiones porque poseen una digestión externa, lo que significa que secretan jugos digestivos con enzimas proteolíticas a su medio externo para posteriormente absorber el producto así logrado. En las larvas terapéuticas, la digestión de los tejidos no es indiscriminada, sino que se dirige exclusivamente al tejido necrótico. En el aparato bucal de los insectos existen elementos especializados en forma de pequeñas espículas y garfios que facilitan la penetración de los jugos y probablemente estimulan la secreción de citoquinas que ayudan a la recuperación del trauma.
Aunque el proceso de desbridamiento es más rápido que con otros métodos, como el hidrogel, la ventaja en cuanto a coste-eficacia no está muy clara, aunque podría ser algo superior

### Acción antimicrobiana
Las larvas limitan o eliminan la carga bacteriana de las heridas mediante una acción mecánica y por proteínas específicas (defensinas y seraticinas), así como por las propias enzimas digestivas.
El desbridamiento por sí mismo realiza gran parte de esta tarea. Por otra parte, tanto los patógenos como sus toxinas son lavadas por las grandes cantidades de fluido generadas. Se cree que la acción bactericida de las secreciones del insecto es fruto de su adaptación a un medio con abundante flora bacteriana. Es posible también que impidan la proliferación de microorganismos creando un ambiente hostil para ellos, mediante la alcalinización y sustancias como la alantoína, el bicarbonato amónico y la urea.
Algunos estudios muestran que las larvas pueden aprovechar las sustancias sintetizadas por ciertas bacterias en su propio beneficio. Un ejemplo de este tipo de relaciones simbióticas sería el de Proteus mirabilis, que secreta toxinas antibacterianas como el ácido fenilacético y el fenilacetaldeído. Es posible utilizar las larvas conjuntamente con antibióticos.
Sin embargo, un estudio reciente demuestra que las larvas pueden no tener efectos directos sobre el crecimiento bacteriano, y que incluso pueden aumentarlo. El estudio propone que la disminución de gérmenes observada en la práctica podría deberse a efectos indirectos, y en especial se refiere a la estimulación del sistema inmunitario.

### Cicatrización
Desde las primeras observaciones se comprobó que las heridas tratadas con larvas mejoraban con mayor rapidez, con una pronta aparición de tejido granulado. Parece ser que las sustancias antisépticas antes mencionadas actúan también como factores de crecimiento y estimulan el suministro de oxígeno a la zona afectada. Este efecto también se obtiene en las variantes en las que se aísla las larvas de la lesión mediante bolsas textiles. Se favorece la curación y el remodelado mediante la estimulación de tejido granulado que rellena el defecto, y simultáneamente el de un epitelio de recubrimiento, la contracción de la herida y la disminución de su tamaño. Todo ello se produce por:
- Estimulación mecánica en el caso de la aplicación directa.
- Diversas sustancias ya mencionadas y otras específicas.
- Hormonas del propio insecto.
- Citoquinas, como IFNγ e IL-10.
- Activación generalizada del sistema inmunitario.